# Jaya Simhavarman V
Chế Năng ou Jaya Simhavarman V  est un roi du Champa vassal du Vietnam de 1312 à 1318
Après la défaite la capture et la déportation de son frère ainé le roi Jaya Simhavarman IV, Chế Năng est imposé sur le trône du Champa par les annamites sous le nom de règne de Jaya Simhavarman V.. Toutefois pendant son règne il tente lui-aussi de recouvrer les provinces de O et Ly qui avait été cédées par leur père.:90.En 1318, l'empereur du Đại Việt Trần Minh Tông, charge ses généraux  Tran Quoc Chan et Pham Ngu Lao de venir à bout du révolté. Chế Năng défait s'enfuit et se réfugie à Java.